# Demokratické hnutí (Francie)
Demokratické hnutí (francouzsky Mouvement démocrate, MoDem) je francouzská sociálně liberální středová strana. Byla založena v roce 2007 Françoisem Bayrouem, který nesouhlasil s postupem části UDF, která particpovala na Prezidentské většině Nicolase Sarkozyho pod názvem Nový střed (francouzsky Nouveau Centre).
Strana odmítá dělení politického spektra na levici a pravici (na místní úrovni uzavírá koalice s levicí i pravicí), spolupracuje s menšími politickými stranami.
V prezidentských volbách 2007 Bayrou (ještě jako kandidát UDF) obdržel 6,8 milionů hlasů (18,57 %), nicméně v následujících volbách do Národního shromáždění získalo MoDem přes veškerá očekávání pouze 3 mandáty.
V současné francouzské vládĕ premiéra Michela Barniera, která úřaduje od září 2024, je MoDem zastoupeno ministrem zahraničí Jeanem-Noëlem Barrotem.
MoDem je členem Evropské demokratické strany.

## Volební výsledky

### Výsledky ve volbách do Národního shromáždění
| Volby | I. kolo     | I. kolo   | II. kolo    | II. kolo  | Počet mandátů |
| Volby | Počet hlasů | Hlasy v % | Počet hlasů | Hlasy v % | Počet mandátů |
| ----- | ----------- | --------- | ----------- | --------- | ------------- |
| 2007  | 1 981 107   | 7,61%     | 100 115     | 0,49%     | 3             |

### Volby do Evropského parlamentu
| Volby | Počet hlasů | Hlasy v % | Počet mandátů |
| ----- | ----------- | --------- | ------------- |
| 2009  | 1 455 841   | 8,46%     | 6             |